# Notitia episcopatuum
Notitia episcopatuum (plurale: Notitiae episcopatuum) è il nome dato a documenti ufficiali che fornivano, nei territori dell'Impero bizantino, gli elenchi delle sedi metropolitane, delle sedi arcivescovili autocefale e delle diocesi suffraganee suddivise per province ecclesiastiche.

## Contenuto
Nella Chiesa d'Occidente, vescovi e arcivescovi sono classificati in base all'anzianità della loro consacrazione, mentre in Africa secondo la loro età anagrafica. Nei patriarcati orientali il grado gerarchico di ogni vescovo veniva determinato in base alla sede che occupava. Quindi, nel Patriarcato di Costantinopoli, il primo metropolita non era quello ordinato da più lungo tempo, ma chiunque occupasse la sede di Cesarea di Cappadocia. Il secondo era l'Arcivescovo di Efeso e così via. In ogni provincia ecclesiastica, il rango di ogni vescovo era quindi determinato, e rimaneva immutato a meno che la lista non venisse successivamente modificata. 
L'ordine gerarchico includeva prima di tutti il patriarca, quindi i grandi metropoliti (ovvero quelli che avevano diocesi con vicariati) i metropoliti autocefali, che non avevano vicariati ed erano soggetti direttamente al patriarca. Venivano quindi gli arcivescovi che, anche se non differivano dai metropoliti autocefali, occupavano gradi gerarchici inferiori a questi, ed erano anch'essi immediatamente dipendenti dal patriarca, quindi i vescovi ordinari e infine i vescovi vicari. Non si sa da chi venne stabilito questo ordine molto antico, ma è probabile che, inizialmente, le sedi metropolitane e i semplici vescovati siano stati classificati in base alla data di fondazione. L'ordine venne poi modificato in seguito in base a considerazioni politiche e religiose.

## LeNotitiae
I principali documenti, suddivisi per chiesa, sono: 
- Patriarcato di Costantinopoli:
  - l'Ectesi dello pseudo-Epifanio, una versione di una precedente Notitia Episcopatuum (probabilmente compilata dal patriarca Epifanio sotto il regno dell'imperatore bizantino Giustiniano), stilata durante il regno di Eraclio (circa 640);[1]
  - una Notitia che risale ai primi anni del IX secolo e differisce di poco da una versione precedente;
  - la Notitia di Basilo l'Armeno stilata tra l'820 e l'842;
  - la Notitia, compilata dall'imperatore Leone VI il Filosofo e dal patriarca Nicola Mistico tra il 901 e il 907, che modificava l'ordine gerarchico che era stato stabilito nel VII secolo, ma era stato disturbato dall'incorporazione della provincia ecclesiastica dell'Illyricum e dell'Italia meridionale nel Patriarcato Bizantino;[2]
  - le Notitiae episcopatuum di Costantino Porfirogenito (circa 940)[3], di Giovanni I Zimisce (circa 980), di Alessio I Comneno (circa 1084), di Nilo Doxapatris (1143), di Manuele Comneno (circa 1170)[4], di Isacco Angelo (fine del XII secolo), di Michele VIII Paleologo (circa 1270), di Andronico II Paleologo (circa 1299), e di Andronico III Paleologo (circa 1330).

Tutte queste Notitiae sono pubblicate in Gelzer, Ungedruckte und ungenügend veröffentlichte Texte der Notitiae episcopatuum (Monaco, 1900); Gelzer, Georgii Cyprii Descriptio orbis romani (Lipsia, 1890); Gelzer, Index lectionum Ienae (Jena, 1892); Parthey, Hieroclis Synecdemus (Berlino, 1866). Gli ultimi lavori sono solo copie più o meno modificate della Notitia di Leone VI, e quindi non rappresentano la situazione reale, che era stata cambiata profondamente dalle invasioni Islamiche nella regione. Dopo la conquista di Costantinopoli da parte dei turchi nel 1453, venne scritta un'altra Notitia, che ritraeva la situazione reale (Gelzer, Ungedruckte Texte der Notitiae episcopatuum 613-37), e su questa si basano quasi tutte quelle scritte in seguito. Il termine Syntagmation viene oggi usato dai greci per questi documenti.
L'edizione critica dell'intero corpus delle Notitiae Episcopatuum del patriarcato di Costantinopoli è stata edita da Jean Darrouzès nel 1981 con il titolo: Notitiae episcopatuum Ecclesiae Constantinopolitanae: texte critique, introduction et notes.
- Patriarcato di Antiochia:
  - Si conosce solo una Notitia episcopatuum per il Patriarcato di Antiochia, che risale al VI secolo e fu stilata dal patriarca Anastasio.[5]

- Altri Patriarcati:
  - Il Patriarcato di Gerusalemme non ha un tale documento, né lo possiede quello di Alessandria, anche se per quest'ultimo Gelzer ha raccolto documenti che possono aiutare a colmare il vuoto[6]. De Rougé[7] ha pubblicato un documento copto che non è ancora stato studiato. Per la Chiesa Bulgara di Achrida, si veda Gelzer, Byz. Zeitschrift, II, 40 66, e Der Patriarchat von Achrida. Geschichte und Urkunden (Lipsia, 1902). Altre chiese di cui si conoscono Notitiae sono la Chiesa ortodossa di Cipro, Serba, Russa e Georgiana.